# Allen-skalan

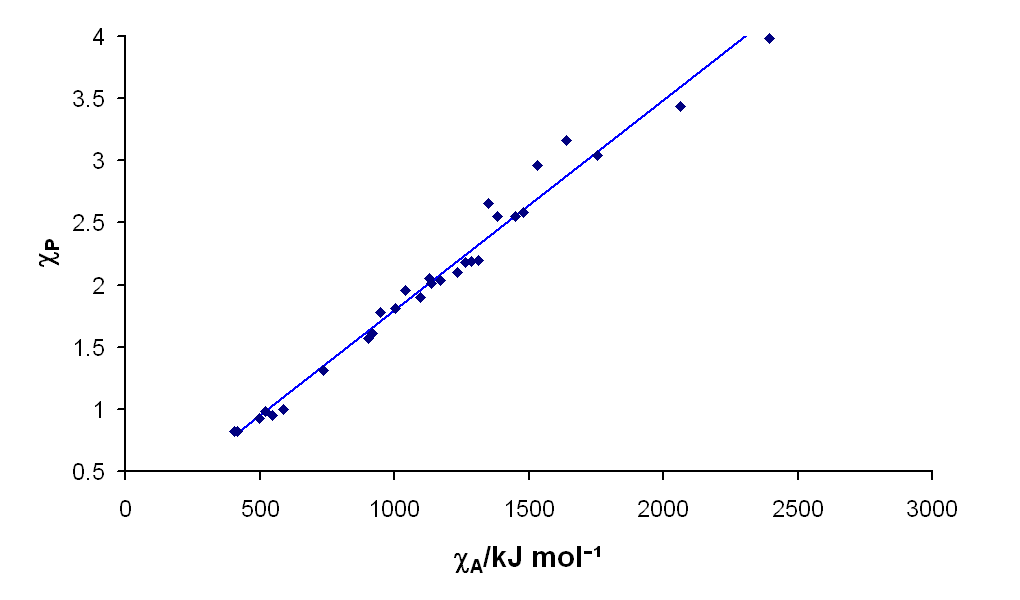
Korrelation mellan Allen-skalan och Pauling-elektronegativitet

Allen-skalan är elektronegativitet baserad på medelvärdet av valenselektronernas jonisationsenergier. Detta gör det möjligt att ange elektronegativitet baserad på atomspektroskopi.
Allen-skalan definieras som
{\displaystyle \chi _{\mathrm {spec} }={\frac {m\varepsilon _{\mathrm {p} }-n\varepsilon _{\mathrm {s} }}{m+n}}}
där
m är antalet p-elektroner, n antalet s-elektroner, och där εp och εs är deras respektive joniseringsenergier.